# Wulkow (Neuhardenberg)
Wulkow (auch Wulkow bei Trebnitz)  ist seit dem 1. Mai 1998 ein Ortsteil der Gemeinde Neuhardenberg im Landkreis Märkisch-Oderland in Brandenburg. Neuhardenberg, zu dem auch die Ortsteile Altfriedland und Quappendorf gehören, wird vom Amt Seelow-Land verwaltet.

## Geschichte
Die älteste bekannte urkundliche Erwähnung Wulkows wird auf 1361 datiert. Das Grundwort, von dem der slawische Ortsname abgeleitet ist, bedeutet Wolf. Die Familie von Schapelow hatte von 1361 bis 1646 die Lehnsherrschaft inne. Ab 1608 lässt sich in dem Ort ein Rittergut nachweisen. Durch seine Heirat mit Margarete Tugendreich von Schapelow wurde Georg von Derfflinger ab 1646 Besitzer von Wulkow. Da der letzte Sohn des Georg von Derfflinger kinderlos starb, kamen Wulkow und Hermersdorf in den Besitz des Rittmeisters Georg Friedrich von Ziethen.
1792 kaufte Albrecht Wilhelm von Pannewitz, Landrat des Nieder-Barnimschen Kreises und Domherr zu Halberstadt, die drei Rittergüter Wulkow, Hermersdorf und Trebnitz für 109.000 Taler. 1825 starb von Pannewitz kinderlos.
Durch die Heirat von Wilhelmine von Pannewitz mit dem Feldmarschall Wilhelm Magnus von Brünneck kamen die Rittergüter Wulkow, Trebnitz und Hermersdorf nach ihrem Tod in den Besitz der Familie von Brünneck. Um 1879 meldet das erstmals publizierte Generaladressbuch der Rittergutsbesitzer für Preußen zu Wulkow den Besitzer Wilhelm August von Brünneck, Herr auf genau 1000 ha. 1945 war Wilhelm von Brünneck (1905–1973) der letzte Besitzer von Gut Wulkow.
Vom 2. März 1944 bis zum 3. Februar 1945 befand sich in Wulkow ein Außenlager des KZ Theresienstadt.

### Schloss Wulkow
Das Schloss wurde 1868 errichtet und 1912 repräsentativ umgebaut. Westlich schloss sich ein Landschaftspark an, von dem Reste erhalten sind.

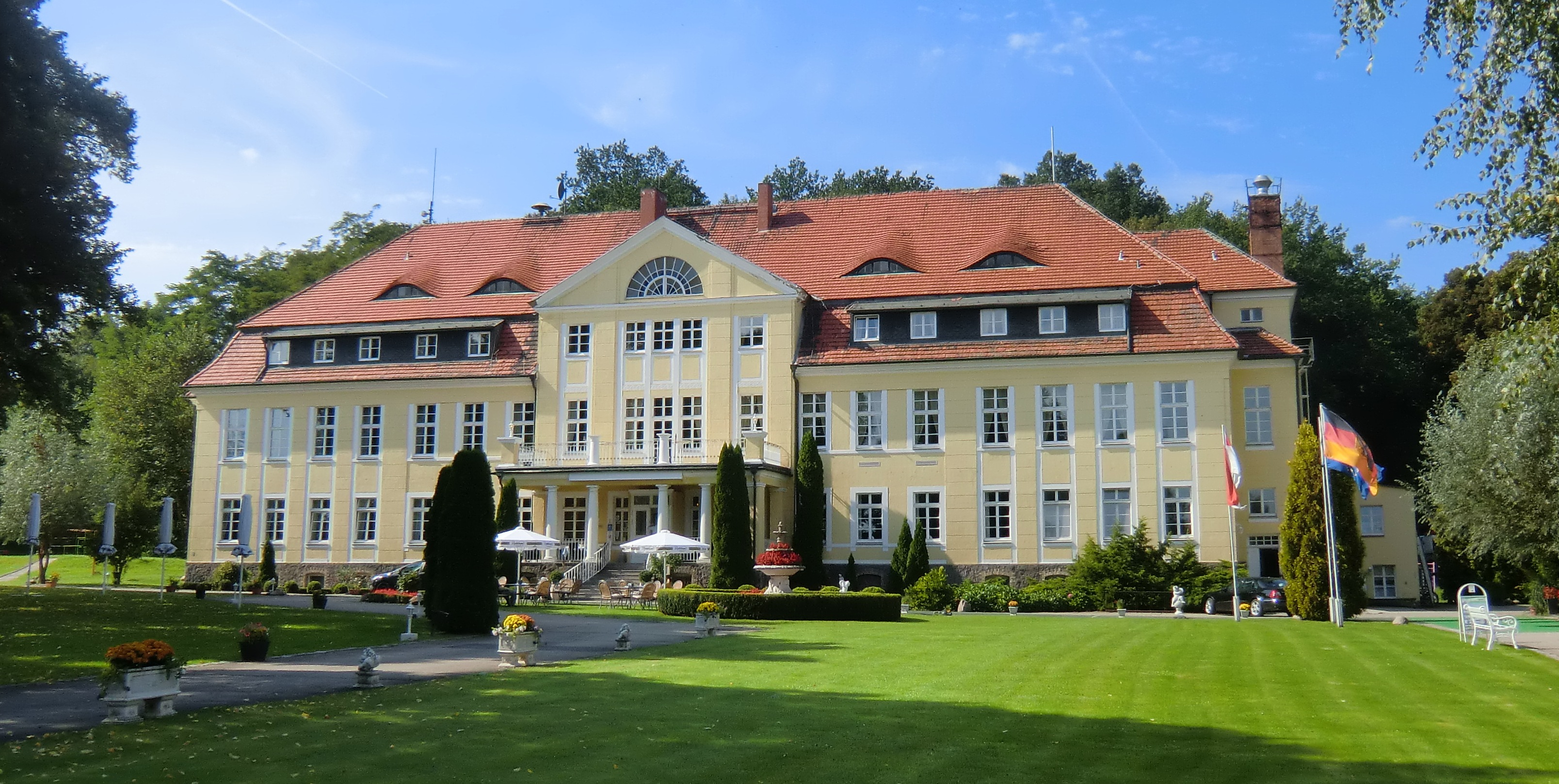
Schlosshotel Wulkow im Jahr 2011

In der DDR-Zeit wurde das Schloss als Krankenhaus, als Flüchtlingsheim sowie als Schulungshaus genutzt. Die Familie Heselhaus aus dem westfälischen Münsterland erwarb das Schloss von der Treuhandanstalt im August 1992 und renovierte es. 1994 wurde das Parkhotel Schloss Wulkow eröffnet.

### Einwohnerentwicklung
| Jahr          | 1875 | 1890 | 1910 | 1925 | 1933 | 1946 | 1993 | 1997 | 2006 |
| Einwohnerzahl | 350  | 382  | 349  | 338  | 262  | 397  | 231  | 255  | 272  |

## Kultur und Sehenswürdigkeiten
In der Liste der Baudenkmale in Neuhardenberg finden sich die in der Denkmalliste des Landes Brandenburg eingetragenen Baudenkmale des Ortes Wulkow. 
- Die Dorfkirche Wulkow ist eine spätgotische Feldsteinkirche, die 1874 neugotisch überformt wurde. Gleichzeitig errichtete die Kirchengemeinde den Westturm.
- Wohnhäuser (sogenannte Gipshäuser)